# Герб Новоушицького району
Герб Новоушицького району — офіційний символ Новоушицького району, затверджений 3 серпня 2006 р. рішенням сесії районної ради.

## Опис
У синьому полі золотий пшеничний сніп, над яким золоте шістнадцятипроменеве сонце з людським обличчям, а з боків — по одному цвіту яблуні природного кольору. Щит увінчано золотою територіальною короною та обрамлено дубовим вінком, обвитим синьо-жовтою стрічкою з написом «Новоушицький район».